# Rolf Alex
Rolf Alex ist ein deutscher Poolbillardspieler. Er wurde 1995 Vizeeuropameister im 14/1 endlos und 1999 Deutscher Meister im 8-Ball.

## Karriere
Nachdem er bei der Junioren-Europameisterschaft 1985 Zweiter im 8-Ball geworden war, gewann Alex 1988 mit Silber im 14/1 endlos erstmals eine Medaille bei der deutschen Meisterschaft der Herren. Bei der EM 1995 erreichte Alex das Finale, verlor dieses jedoch gegen Ralf Souquet, der in diesem Jahr Europameister in allen drei Disziplinen wurde. Ein Jahr später kam er bei der 9-Ball-Weltmeisterschaft auf den dritten Platz.
1999 wurde er Deutscher Meister im 8-Ball. 2000 gewann er mit Bronze im 8-Ball seine bislang letzte Medaille bei einer Deutschen Meisterschaft.
Mit dem PBC Karlsruhe wurde Alex 1989 deutscher 8-Ball-Mannschaftsmeister sowie 1991 und 1993 Deutscher Meister in der neu eingeführten Poolbillard-Bundesliga. Er spielte dort unter anderem mit Waldemar Markert und Norbert Lang in einer Mannschaft.
Mit der deutschen Nationalmannschaft wurde er 1985 Europameister.